# Estación de Baíña
La estación de Baíña es una estación de ferrocarril en Baíña (Mieres). Se encuentra en la cabecera de la línea C-8 de Cercanías Asturias (Baíña-Collanzo), anteriormente denominada C-8f o F-8. Antes, la línea se extendía hasta Trubia, enlazando con las líneas C-7 y R-1, pero por el reducido número de pasajeros, se canceló el tramo. 
La estación solo ofrece servicio de Ancho Métrico.
Cuenta con dos vías y dos andenes.